# Novomîkolaiivka, Tokmak
Novomîkolaiivka (în ucraineană Новомиколаївка) este localitatea de reședință a comunei Novomîkolaiivka din raionul Tokmak, regiunea Zaporijjea, Ucraina.

## Demografie
Componența lingvistică a localității Novomîkolaiivka
     Ucraineană (92,19%)
     Rusă (7,24%)
     Alte limbi (0,42%)
Conform recensământului din 2001, majoritatea populației localității Novomîkolaiivka era vorbitoare de ucraineană (92,19%), existând în minoritate și vorbitori de rusă (7,24%).